# Kama (reka)
Kama (rusko Ка́ма, IPA: [ˈkamə]; tatarsko Чулман; udmurtsko Кам) je 1805 km dolga reka v zahodni Rusiji. Je najdaljši levi pritok Volge in največji po pretoku. Na sotočju obeh rek je Kama pravzaprav večja od Volge. Njeno porečje obsega 507.000 kvadratnih kilometrov.
Kama izvira v republiki Udmurtiji in najprej teče 200 km na jugozahod, nato 200 km na severovzhod, nato pa teče na jug in zahod v Permskem okraju. Za tem ponovno teče po Udmurtiji in se naposled v Tatarstanu izlije v Volgo.
Pred izumom železnice so Kamo in Severno Dvino ter Pečoro povezovale pomembne kopenske poti za prenašanje ladij. Na začetku 19. stoletja je Kamo in Vičegdo (pritok Severne Dvine) povezoval Severni Jekaterinski kanal, vendar je bil opuščen po nekaj letih zaradi majhne uporabe.
Kamo so prikazali v ruskem filmu iz leta 2013 Geograf, ki je zapil svoj globus.
Kama je zajezena na treh točkah: pri Permu (Kamska hidroelektrarna), pri Čajkovskem (Votkinska hidroelektrarna) in pri Naberežnih Čelnah (Nižnekamska hidroelektrarna).
Znanstveno gledano se izliva Volga v Kamo, saj ima slednja večji pretok (Volga 3500 m3/s; Kama 4100 m3/s). Toda izvir Volge je na nižji nadmorski višini (228 m) od izvira Kame (331 m), kar je odločujoči dejavnik. Poleg tega je porečje Volge večje (604.000 km2, Kama 507.000 km2).